# Carl Herrmann Unthan
Carl Herrmann Unthan (* 5. April 1848 in Sommerfeld bei Elbing; † 19. November 1929 in Berlin) war ein armlos geborener deutscher Violinist und Artist (Kunstschütze und Kunstschwimmer).

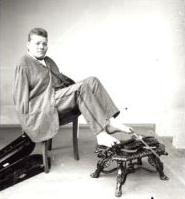
Carl Herrmann Unthan spielt eine Violine mit seinen Füßen (1885)

## Leben und Wirken

### Jugend und erste Auftritte
Der ohne Arme geborene Carl Herrmann Unthan entwickelte mit seinen Füßen eine erstaunliche Geschicklichkeit: In seiner Familie umsorgt, konnte er, nicht zuletzt durch die Bemühungen seines Vaters, der Lehrer war, mit zwei Jahren selbst essen und mit zehn Jahren brachte er sich selbst das Geigenspiel auf einer auf einem Stuhl liegenden Violine bei. Im Alter von 16 Jahren besuchte er ein Konservatorium, das er das Jahr darauf abschloss. Das ständige Training der Geschicklichkeit seiner Füße (sowie auch seiner Bein- und Hüftgelenke) führte bereits in seinem Jugendalter dazu, dass Unthan ein nahezu völlig eigenständiges Leben führen konnte: Er konnte sich nicht nur selbstständig aus- und anziehen, sich selbst rasieren oder Krawatten binden, mit Hilfe seiner Füße schrieb er außerdem entweder in klarer Schrift oder auf der Schreibmaschine Briefe und Texte.
Mit 20 Jahren trat er bereits als Solist mit Orchestern auf, seinen Siegeszug begann er im Leipziger Krystallpalast, weshalb er später trotz seiner ostpreußischen Herkunft oft als „das armlose Wunder von Leipzig“ beschrieben wurde. Gleichwohl wurde sich Unthan sehr schnell bewusst, dass das Interesse des Publikums weniger seinen künstlerischen Leistungen galt als der Tatsache, dass er armlos virtuos Violine (später auch das Piston) spielen konnte.
Nach eigenem Bekunden ist in einer dieser Vorstellungen eine Saite der Violine gerissen, die er selbst mit Hilfe seiner Zehen ersetzte. Das brachte ihn zunächst auf die Idee, dieses Kunststück in jeder Vorstellung zu wiederholen und schließlich darauf, sein Programm mit diesem und weiteren Kunststücken aufzufüllen, was allerdings auch seinen Abschied aus Konzertvorstellungen bedingen musste.

### Unthan als Artist, Schauspieler, Lebenshelfer und Schriftsteller
Auf diese Weise begann er, seinen Unterhalt in Zirkussen zunächst in Deutschland und kurze Zeit darauf als begehrter Artist auch weltweit zu verdienen, wo er unter anderem nicht nur als Geigenvirtuose begeisterte, sondern im gleichen Programm z. B. auch als Kunstschütze glänzte (er schoss mit einem Tesching u. a. die Symbole aus normalen Spielkarten oder teilte auf mittlere Entfernung einen Bleistift). Da er in der Lage war, vom Grund eines Wasserbeckens Stecknadeln mit den Zehen heraufzuholen (was im normalen Fall – mit Fingern – schon erhebliche Geschicklichkeit erfordert), wurde auch dies ein Teil seines Programms. Mit diesem tourte er – mit Hilfe verschiedener Impressarios – durch Europa, Russland, Ägypten und die Türkei, Mexico, Kuba, Südamerika und zweimal, darunter für drei Jahre, die USA. Bei der zweiten Atlantik-Überquerung lernte er Gerhart Hauptmann kennen, der ihn er als Vorbild für den armlosen Geigenvirtuosen Artur Stoß in seinem 1912 erschienenen Roman „Atlantis“ nahm.
Zwei Filme sind mit Unthan als Schauspieler entstanden: 1913 wurde in Dänemark der auf Hauptmanns Roman basierende Stummfilm Atlantis unter der Regie von August Blom gedreht, in dem er Arthur Stoß spielt. 1914 spielte er in Der Mann ohne Arm – Ein Artistendrama.
Ohne Arme ein weitgehend selbstbestimmtes Leben zu führen, veranlasste ihn 1915 während des Ersten Weltkriegs zu einem Beitrag bei der ersten Konferenz für Kriegsorthopädie. Er bot sich an, mit der Vorführung seiner Fähigkeiten den Kriegsversehrten, die Gliedmaßen verloren hatten, Mut für ihr weiteres Leben zu geben und die Öffentlichkeit zu sensibilisieren. Die Folge waren zahlreiche Auftritte vor Kriegsversehrten sowie, auf Anregung von Medizinern, 1916 das Buch „Ohne Arme durchs Leben“ zu schreiben. Auch während des Krieges und bis in die 1920er Jahre hatte er Engagements in Varietés und bei den Zirkusunternehmen Busch und Sarrasani.
Carl Herrmann Unthan war mit Antonie Beschta (Kosename: Minx), die lange Jahre gleichzeitig seine Assistentin war, verheiratet und schrieb im Alter von 76 Jahren seine Autobiographie selbst. Da er die Schreibmaschine dafür mit seinen Zehen bediente, nannte er das entstandene Werk, das 1925 in Stuttgart erstmals veröffentlicht wurde und bis zu seinem Tod mehrere Auflagen erreichte, Pediskript (so viel wie „mit den Füßen geschrieben“), den Gegensatz zu dem gebräuchlichen Manuskript betonend. Das Buch beinhaltet überdies zahlreiche Fotos, die ihn bei alltäglichen Handlungen zeigen, sowie eine Seite mit seiner „Hand-“ bzw. Fußschrift. Er starb im Alter von 81 Jahren in Berlin-Charlottenburg.

## Das Interesse wissenschaftlicher Forschung an Unthan
Das Geheimnis seiner körperlichen Leistungen lag u. a., wie im Katalog der wissenschaftlichen Sammlungen der Humboldt-Universität zu Berlin (HU) erläutert, darin, dass Unthan „in einem Akt die Zehen spreizen, die Zehen 1, 4 und 5 beugen sowie die Zehen 2 und 3 strecken“ und so auch größere Gegenstände greifen konnte. Auf diese Weise war es Unthan – verbunden mit dem Training seiner Bein- und Hüftmuskeln – möglich, alle Tätigkeiten auszuführen, bei denen im Alltagsleben nicht Beine und Hände gleichzeitig nötig sind (wie zum Beispiel das Herunterheben von Gegenständen von höheren Punkten), diese konnte er in der Abfolge auch in seinen zirzensischen Darbietungen, immer nur nacheinander ausführen.
Die zahlreichen in der HU vorhandenen Fotoplatten, Abgüsse und Präparate von Unthan bezeugen das große wissenschaftliche Interesse, das dem Künstler Unthan und seinen Leistungen bereits zu Lebzeiten entgegengebracht wurde. Bemerkenswert erschien den Untersuchenden in „(...) Anbetracht der höchst verschiedenen und zum Teil sehr feinen Funktionseinsätze seiner Füße […] ihre eher plumpe Form und die Kürze der Zehen.“: Im Grunde stützt diese Analyse allerdings Unthans nach dem Ersten Weltkrieg entwickelte und von ihm auch öffentlich vertretene Überzeugung, dass seine Kunst im Grunde eine Jedermanns-Kunst bzw. Alltags-Kunst sei: Sie könne in wesentlichen Teilen von jedem menschlichen Individuum zu jedem Zeitpunkt auch ohne den Einsatz von prothetischen Hilfsmitteln, lediglich durch eigenes Wollen und einem umfassenden Training, erreicht werden. Seine Überzeugung war ein Grund und die wesentliche Motivation für Unthans Einsatz zugunsten der Invalidenfürsorge nach dem Ersten Weltkrieg.

## Schriften
- Ohne Arme durchs Leben, Braun, Karlsruhe 1916 (Digitalisat der Württembergischen Landesbibliothek Stuttgart ).
- Das Pediskript. Aufzeichnungen aus dem Leben eines Armlosen. 1. Auflage, Verlag Robert Lutz, Stuttgart, 1925 (Digitalisat der 2. Auflage, 1925).